# Gazela pustynna
Gazela pustynna, dawniej: gazela dorkas (Gazella dorcas) – ssak z rodziny wołowatych.

## Dane liczbowe
- Długość: 90-110 cm
- Wysokość: 55-65 cm
- Waga: 15-20 kg
- Długość życia: 10-12 lat
- Długość ciąży: 6 miesięcy
- Liczba młodych: 1

## Występowanie
Północna Afryka, Półwysep Arabski. Gatunek narażony na wyginięcie, chroniony.

## Tryb życia
Żyje w stadach. Głównie roślinożerna, zjada również szarańczę.